# S.O.S. Ziemia!
Home (w Polsce znany jako - S.O.S. Ziemia!) – francuski film dokumentalny z 2009 roku, wyreżyserowany przez Yanna Arthus-Bertranda.

## O filmie
Film składa się w całości z ujęć sfilmowanych z powietrza w różnych miejscach Ziemi. Ukazuje różnorodność organizmów ziemskich i zagrożenie ekologiczne na naszej planecie.
Premiera filmu miała miejsce 5 czerwca 2009 r., był pokazywany równocześnie w kinach w 181 krajach całym świecie, a także na DVD, Blue-ray, w telewizji i na YouTube.
Film został sfinansowany przez PPR (Pinault-Printemps-Redoute).

## Tematyka
Dokument pokazuje dzisiejszy stan Ziemi, jej klimat i sposób w jaki ludzkość wpływa na jej przyszłość. Motywem przewijającym się w dokumencie jest symbioza wszystkich organizmów na Ziemi i zakłócanie tej równowagi.
Pierwsze 15 minut zawiera materiał o początkach świata biologicznego, poczynając na jedno-komórkowych algach.
Ukazując ich rolę w rozwoju fotosyntezy, pokazuje gatunki roślin, które mają swoje korzenie w jednokomórkowej formie życia.
W dalszym ciągu film koncentruje się na człowieku, ukazując rewolucje w rolnictwie i tego konsekwencje, zanim nastąpi odkrycie ropy, powstanie przemysłu, miast i nierówności społecznych.
Ukazana jest hodowla bydła, wyręb lasów, braki żywności i wody, wykorzystanie nieodnawialnych źródeł wody, nadmierne wydobycie surowców naturalnych i braki w energii.
Miasta takie jak Nowy Jork, Las Vegas, Los Angeles, Shenzhen, Bombaj, Tokio, Dubaj pokazane są jako przykłady złego zarządzania oraz marnotrawstwa energii, wody i żywności.
Topienie się lodowców jest pokazane na przykładach Antarktydy i Bieguna Północnego.
W tym momencie film koncentruje się na problemie globalnego ocieplenia. Home ukazuje jak topnienie lodowców, podnoszenie się poziomu mórz i zmiana pogody dotykają ludzi. Ostrzega też, że zmiany klimatyczne mogą wkrótce dotknąć także większą społeczność.
Film pokazuje fakty dotyczące wpływu ludzkości na Ziemię, ale także to co ludzie czynią, aby zapobiec negatywnym zmianom. Używanie energii odnawialnej, powstawanie parków narodowych, współpraca międzynarodowa pomiędzy różnymi krajami w kwestiach środowiska, a także edukacja, stały się odpowiedzią na problemy z jakimi zmaga się nasza planeta.